# Khevenhüller
I Khevenhüller (in italiano anche Khevenhueller), poi Khevenhüller-Metsch sono una famiglia nobile austriaca.
Originari probabilmente dalla Franconia, presero il nome da un castello chiamato Khevenhüll. Si trasferirono in Carinzia nell'XI secolo e servirono la casa d'Asburgo.
Si suddivisero in due rami; uno, quello austriaco, si cognominò Khevenhüller-Metsch, dal matrimonio tra Johann Joseph von Khevenhüller e Karolina von Metsch, i primogeniti di questo ramo furono elevati nel 1763 al titolo ereditario di principi del Sacro Romano Impero e dal 1861 furono membri ereditari della Camera dei signori d'Austria; i primogeniti dell'altro ramo, quello carinziano, ebbero il titolo di conti nel 1593 e il ramo si estinse nel 1764.
Attualmente la famiglia principesca dei Khevenhüller-Metsch è proprietaria del rinascimentale Castello di Hochosterwitz, una delle principali attrazioni turistiche della Carinzia.

## Storia
Le origini della famiglia risalgono probabilmente alla località di Kevenhüll (attualmente parte di Beilngries) in Franconia; la famiglia qui era vassalla dei vescovi di Bamberga che avevano ricevuto grandi proprietà in Carinzia dalle mani di Enrico II del Sacro Romano Impero nel 1007. Le prime menzioni della famiglia, ad ogni modo, risalgono al 1330 nella persona di tale Ulreich dem Chevenhuelaer. In Carinzia si trasferì una linea originatasi da Johann I (Hans) Khevenhüller, che morì nel 1356 e che era genero di Richard I von Khünburg e di Elizabeth von Himmelberg, entrambi carinziani.
Johann IV von Khevenhüller zu Aichelberg (n. circa 1420-1462) fu il primo della famiglia a tenere il titolo "di Aichelberg", per quanto Johann V Khevenhüller (m. 1462), figlio di Wilhelm II Khevenhüller e Margareta von Auersperg, fosse già stato burgravio di Federaun, di cui suo figlio, Augustin Khevenhüller, morto nel 1516, venne indicato col titolo di "signore" di Hardegg.

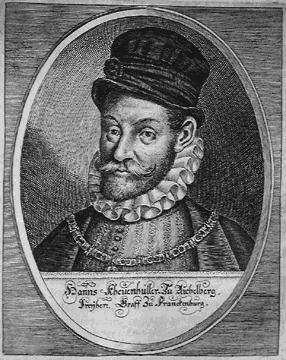
Hans Khevenhüller, ambasciatore imperiale alla corte spagnola

### Christoph Khevenhüller
Il trionfo della casata dei Khevenhüller in Carinzia ebbe ad ogni modo inizio nel 1525 quando Christoph Khevenhüller (1503-57) venne nominato castellano del Castello di Ortenburg presso Spittal an der Drau e sposò la figlia di un ricco borghese locale, Elizabeth Mansdorfer.
La ricchezza portata in dote dalla moglie gli consentì di acquistare un gran numero di proprietà in Carinzia come ad esempio i castelli di Aichelberg, Ortenburg, Sommeregg, Hochosterwitz e Landskron come pure le miniere di ferro di Eisentratten presso Gmünd.
Christoph Khevenhüller divenne protestante luterano ed anche i suoi tre figli, Hans, Moritz e Bartlmä, ebbero eguale fortuna nell'arricchimento della famiglia:

### Hans Khevenhüller
Hans Khevenhüller (1538–1606) divenne delegato dell'Imperatore alla corte spagnola, incarico che mantenne per ben 26 anni. Venne nominato Ciambellano imperiale, creato cavaliere dell'Ordine del Toson d'oro nel 1587 e nel 1593 ottenne il titolo di conte che alla sua morte passò a suo fratello Bartlmä.

### Bartlmä Khevenhüller
Le attività di Bartlmä Khevenhüller (1539–1613) si incentrarono in Carinzia. Col titolo di "Barone di Landskron e Wernberg" venne creato anche burgravio e riuscì a tramutare la sua famiglia in una delle più ricche di tutto l'impero. Fu inoltre capo dei protestanti carinziani.
Quando, nel corso della controriforma, l'imperatore Ferdinando II abolì la libertà religiosa nelle terre asburgiche, i membri protestanti della famiglia Khevenhüller vennero costretti ad abbandonare i loro possedimenti in Carinzia e ad emigrare in Germania nel 1628. Iniziò probabilmente in quest'epoca in legame sempre più forte con la nobile famiglia sassone dei Metsch che porterà successivamente alla fondazione del ramo dei Khevenhüller-Metsch per matrimonio.

### Paul Khevenhüller
Convinto protestante, Paul Khevenhüller (1593–1655) si schierò col re di Svezia nel corso della Guerra dei Trent'anni, finanziando 70.000 uomini dell'armata di Gustavo Adolfo. Dopo la morte del sovrano, col fallimento dell'impresa svedese, non fu in grado di riparare i pesanti debiti accumulati che si protrassero coi suoi discendenti sino al XIX secolo.

### Il passaggio in Italia
Nel 1700 la famiglia Khevenhüller si trasferì in Italia per svolgere compiti politico-amministrativi per conto dell'imperatrice Maria Teresa. I Khevenhüller ricoprirono incarichi diplomatici e di rappresentanza durante il regno Lombardo-Veneto.

### Restaurazione
Il 6 agosto 1806 l'Imperatore Francesco II abolì ufficialmente il Sacro Romano Impero e dopo la caduta di Napoleone il Congresso di Vienna ristabilì gli antichi confini dell'Europa. Venne deciso in quella occasione che gli stati mediatizzati non sarebbero stati ricostituiti. Venne stabilito che i sovrani che avevano perso la loro sovranità sopra i propri territori godessero automaticamente dei titoli e rango egualitario ai sovrani effettivamente regnanti, anche se era di fatto una posizione puramente onorifica in quanto molti di questi ex-principi non ottennero questa possibilità. La nuova Confederazione Germanica, presieduta dagli Asburgo, con le Diete del 1824 e del 1829 riconobbe a questi nobili il titolo di "Altezza Serenissima" (Durchlaucht) per i principi già regnanti, tra i quali i Khevenhüller.

## Casata di Khevenhüller

### Conti di Khevenhüller-Frankenburg (1593)
- Hans (1535-1606), I conte di Khevenhüller-Frankenburg
- Bartholomeus (1539-1613), II conte di Khevenhüller-Frankenburg, fratello del precedente
- Franz Christoph I (1588-1650), III conte di Khevenhüller-Frankenburg
- Franz Christoph II (1634-1684), IV conte di Khevenhüller-Frankenburg
- Franz Ferdinand (1682-1746), V conte di Khevenhüller-Frankenburg
- Maria Theresia Franziska (1702-1760), sposò Wilhelm Reinhard von Neipperg

Estinzione della linea

### Conti di Khevenhüller-Hochosterwitz (1725)
- Siegmund Friedrich (1666-1742), I conte di Khevenhüller-Hochosterwitz
- Johann Joseph (1706-1776), II conte di Khevenhüller-Hochosterwitz, dal 1763 creato principe di Khevenhüller-Metsch

### Principi di Khevenhüller-Metsch (1763)
- Johann Joseph(1706-1776), I principe di Khevenhüller-Metsch
- Johann Sigmund (1732-1801), II principe di Khevenhüller-Metsch
- Karl Maria (1756-1823), III principe di Khevenhüller-Metsch
- Franz Maria (1762-1837), IV principe di Khevenhüller-Metsch, fratello del precedente
- Richard Maria (1813-1877), V principe di Khevenhüller-Metsch
- Johann Franz Karl (1839-1905), VI principe di Khevenhüller-Metsch
- Anton Sigmund (1873-1945), VII principe di Khevenhüller-Metsch, nipote del precedente
- Franz Eduard (1889-1977), VIII principe di Khevenhüller-Metsch, cugino del precedente
- Maximilian Alfred (1919-2010), IX principe di Khevenhüller-Metsch
- Johannes Maria (1956-2020), X principe di Khevenhüller-Metsch[6]
- Bartholomäus Maria (n. 1958), XI principe di Khevenhüller-Metsch, fratello del precedente, principe in carica

## Personaggi illustri
- Ludwig Andreas von Khevenhüller
- Johann Emanuel Joseph von Khevenhüller-Metsch
- Johann Joseph von Khevenhüller-Metsch
- Johann Sigismund Friedrich von Khevenhüller-Metsch